# 梅里 (奥恩省)
梅里（法語：Merri，法語發音：[mɛʁi] ⓘ）是法国奥恩省的一个市镇，位于该省北部，属于阿让唐区。

## 地理
梅里（48°51'2"N, 0°2'37"W）面积5.81 平方千米，位于法国诺曼底大区奧恩省，该省份为法国西北部内陆省份，北起顺时针与卡爾瓦多斯省、厄尔省、厄尔-卢瓦省、萨尔特省、马耶讷省和芒什省接壤。
与梅里接壤的市镇（或旧市镇、城区）包括：克罗西、富尔什、维尼亚、巴约勒、布里约、奥穆瓦。

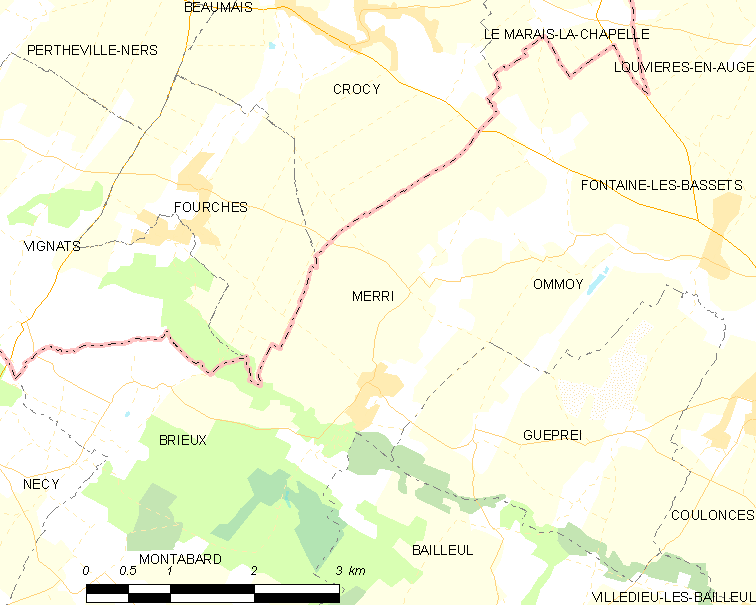
的OSM定位图

梅里的时区为UTC+01:00、UTC+02:00（夏令时）。

## 行政
梅里的邮政编码为61160，INSEE市镇编码为61276。

## 政治
梅里所属的省级选区为阿让唐第二县。

## 人口

1962-2008年间人口变化图示

梅里于2022年1月1日时的人口数量为151人。